# Coelidia knoblockii
Coelidia knoblockii är en insektsart som beskrevs av Arvid David Hummel 1825. Coelidia knoblockii ingår i släktet Coelidia och familjen dvärgstritar. Inga underarter finns listade i Catalogue of Life.